# ミヒール・テン・ホーフェ

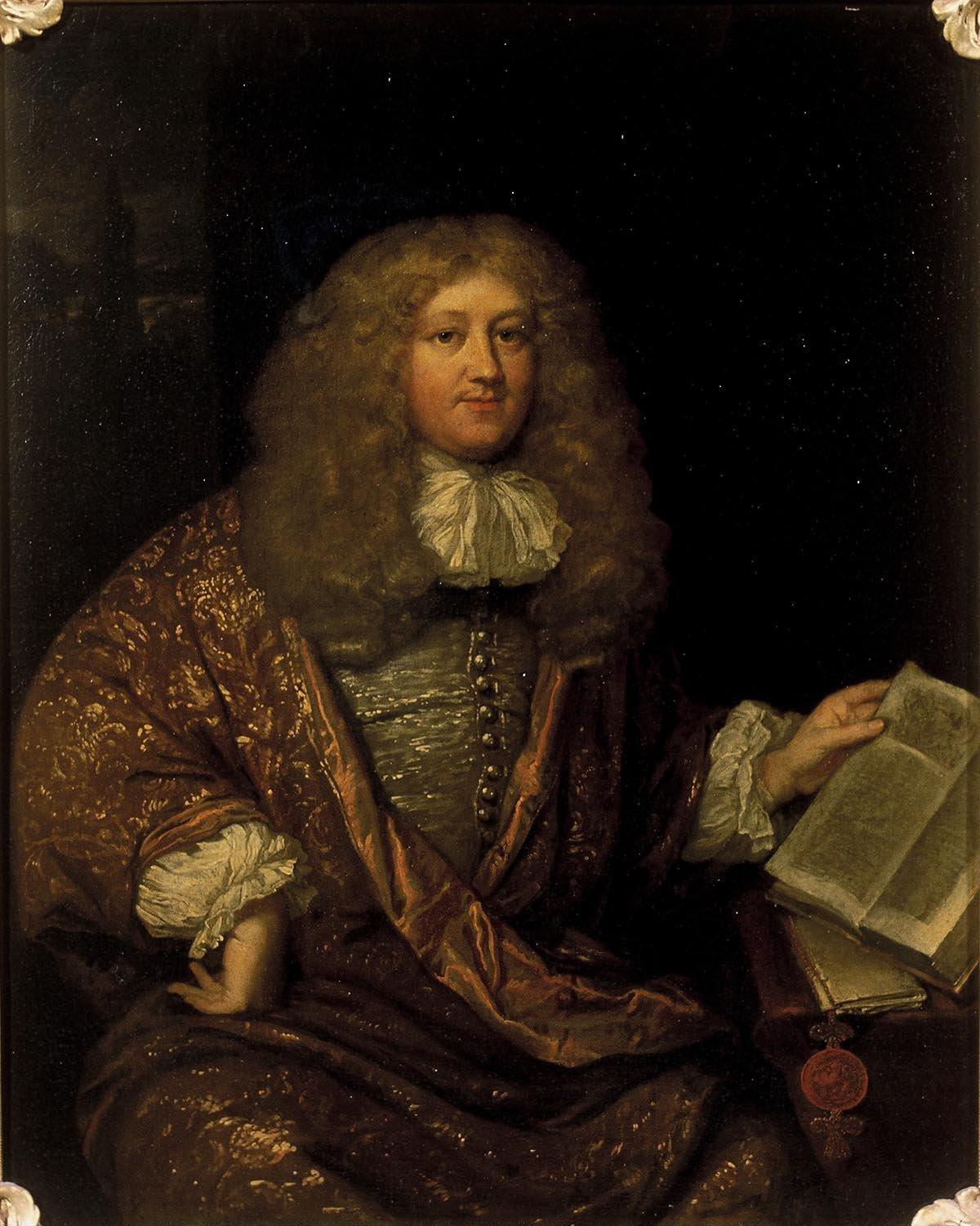
ミヒール・テン・ホーフェ、1670年代。

ミヒール・テン・ホーフェ（オランダ語: Michiel ten Hove、1640年2月24日 デン・ハーグ - 1689年3月24日 デン・ハーグ）は、ネーデルラント連邦共和国の法律家、政治家。1688年から1689年まで、ホラント州の暫定法律顧問を務めた。

## 生涯
ニコラース・テン・ホーフェ（Nicolaas ten Hove）とコルネリア・ファーヘル（Cornelia Fagel）の息子として生まれた、1664年よりオランダ西インド会社の弁護士を務め、1672年よりハールレム市の法律顧問を務めた。1688年に死去するまでホラント州法律顧問を務めたガスパール・ファーヘルのいとこであり、オラニエ公ウィレム3世から高く評価されていたため、翌1689年に死去していなければ正式に法律顧問を務めることができたとされる。